# Simon Baron-Cohen
Simon Baron-Cohen (Londres, 15 de agosto de 1958) é um psicólogo britânico e professor universitário da Universidade de Cambridge.
Baron-Cohen ganhou notoriedade nas pesquisas sobre o autismo a partir da década de 1980 por formular o conceito de cegueira mental e foi orientando da pesquisadora Uta Frith. Ao longo dos anos, também promoveu estudos sobre sinestesia, neuroimagem, autismo e gênero, além da genética do autismo.
Simon é irmão de Dan Baron Cohen e Ash Baron-Cohen. O comediante e ator Sacha Baron Cohen e o compositor Erran Baron Cohen são seus primos.